# JBL
A JBL audiotermékeket gyártó amerikai cég. Fej- és fülhallgatókat gyártanak, illetve hangszórókat otthoni és autóban történő használatra egyaránt. A vállalat a dél-koreai Samsung leányvállalataként üzemel.

## Története
James Bullough Lansing amerikai mérnök alapította 1946-ban, az elnevezés is az ő kezdőbetűiből származik. Már 1927-ben alapított egy vállalkozást üzlettársával, Ken Deckerrel együtt Lansing Manufacturing Company néven, amely hangszórókat gyártott. 1939-ben azonban Decker repülőgép-balesetben elhunyt, így Lansing új vállalatot alapított James B. Lansing Sound elnevezéssel, amelyet gyakran rövidítettek JBL Soundra. A Sound szót 1955-ben kénytelenek voltak elhagyni a névből az Altec Lansing Corporationnel való vitájuk miatt, így csak simán JBL lett, és így üzemel egészen a mai napig. A névváltoztatáskor jelent meg először a vállalat máig használt logója: egy pont és felette egy lefelé fordított háromszög a J betű felett.
Legelső hangszórójukat 1946-ban dobták piacra. 1969-ben a Jervis Corporation (ma Harman International) tulajdonába került, a Harmant pedig 2017-ben megvásárolta a Samsung, így a JBL is a dél-koreai óriáscég kezébe került. 
A márkanév híres lett minőségi fej- és fülhallgatóiról, illetve hangszóróiról. Leghíresebb hangszórójuknak a JBL Paragon számít, amely 1957-ben került piacra, és 1983-ban fejezték be a gyártását. Ez a hangszóró ma ikonikusnak számít, és a gyűjtők kedvence lett. Ma a JBL termékeit olyan nagy autómárkák is felhasználják gépkocsijaikban, mint a Toyota, a Kia, a Ferrari vagy a Smart. Továbbá az NBA (National Basketball Association) hivatalos audiogyártójaként is szolgál. 2007-ben könyv is íródott a JBL történetéről.